# Ascidia conifera
Ascidia conifera is een zakpijpensoort uit de familie van de Ascidiidae. De wetenschappelijke naam van de soort is voor het eerst geldig gepubliceerd in 1911 door Hartmeyer.